# فرودگاه راند
فرودگاه راند (به انگلیسی: Rand Airport) یک فرودگاه همگانی با کد یاتا QRA است که یک باند فرود آسفالت دارد و طول باند آن ۱۷۱۲ متر است. این فرودگاه در کشور آفریقای جنوبی قرار دارد و در ارتفاع ۱۶۷۱ متری از سطح دریا واقع شده است.